# Харьков-Слободской
Харьков-Слободской (до 2024 года — Харьков-Балашовский; укр. Харків-Слобідський) — пассажирская железнодорожная станция Южной железной дороги в Харькове. Находится в Слободском районе города.
Пассажирская станция третьего класса, грузовая станция первого класса.

## История
Станция построена в 1895 году, с неё брала начало Харьковско-Балашовская железная дорога (от этого и происходит название вокзала). В начале XX века со станции отправлялись пассажирские поезда в Луганск и Казань.
В 1985 году на станции автоматизирован технологический процесс работы контейнерных пунктов с использованием вычислительного комплекса на базе ЭВМ СМ-4.
В 2009—2010 годах на станции два раза в год проходила выставка подвижного состава ЮЖД, на которой особое внимание уделялось новому и отремонтированному подвижному составу.
До 2010 года существовал маршрут Харьков-Балашовский — Чугуев.
В 2012 году часть электричек была переведена со станции Харьков-Пассажирский на станцию Харьков-Балашовский.
В настоящее время (2018 год) движение пригородных поездов с пассажирами проводится только в западном направлении: в Люботин (2 электропоезда), Золочев (2 электропоезда), Огульцы и Мерчик (4 электропоезда). В восточном направлении пригородного движения нет до станции Лосево.
С 1 октября 2018 года на станции возобновлено движение пассажирских поездов дальнего следования — курсирует поезд дальнего следования № 19/20 Киев — Лисичанск. С 10 июля 2020 года маршрут этого поезда был продлен до станции Попасная.

## Значение станции
Станция расположена между платформой Верещаковка и остановочным пунктом 13 километр. На расстоянии 300 метров от вокзала расположена станция метро Завод имени Малышева и остановка трамвая (№ 5, 8).
Станция обладает незначительным пассажирским значением, однако является большим грузовым узлом. Рядом находится платформа по перегрузке грузов из вагонов в автотранспорт. Кроме того, рядом находятся крупные предприятия, такие как Завод имени Малышева, «Турбоатом» и множество складских помещений.

## Путевое развитие
На станции Харьков-Балашовский 5 путей (3 платформы) используются для приёма и отправления пассажирских электропоездов, и более 15 путей используются для нужд грузового парка.
С западного направления к станции подходят 2 колеи. В восточном направлении, в сторону станции Лосево, также идёт 2 колеи, однако одна из них не используется для транзитных перевозок, а следует на территорию завода «Турбоатом».

## Галерея
- Чётная горловина станции
- Схема путевого развития станции